# 野村和也
野村 和也（のむら かずや、1978年 - ）は、日本のアニメ監督、アニメ演出家。STUDIO 4℃を経てフリー。

## 来歴
高校生の頃、アニメ業界を志す。もともとはイラストレーター志望だったが、イラスト作品の下描きから完成までの過程を追う『HOW to ART「アート探検隊」』（角川書店）という本と出会い、そこに載っていた有名イラストレーターの多くが元アニメーターだと知って職業として意識するようになる。また同時期に入手した映画『GHOST IN THE SHELL / 攻殻機動隊』の設定資料集『THE ANALYSIS OF攻殻機動隊―GHOST IN THE SHELL』（講談社）を見て、アニメスタッフの名前を意識するようになった。
上京して専門学校を卒業した後、STUDIO4℃に入社。約2年の動画経験を経て原画を担当するようになり、様々な作品でアニメーターとして仕事をする。最初は画力が身についたら1年ほどで辞めてイラストレーターを目指そうと思っていたが、やっているうちにアニメの仕事が楽しくなり、そのまま7年ほど在籍した。
2007年、STUDIO4℃を離れ、キャリアのターニングポイントとなる磯光雄監督のテレビアニメ『電脳コイル』に演出として参加する。以降、演出の仕事を中心に手がけるようになった。
2009年、Production I.G制作の『戦国BASARA』で絵コンテと演出を担当。その後、シリーズ2期の『戦国BASARA弐』で初の監督に抜擢される。『劇場版 戦国BASARA -The Last Party-』では、劇場アニメを初監督。
2015年、『攻殻機動隊 新劇場版』で黄瀬和哉総監督のもと、監督を手掛けた。

## 主な参加作品

### テレビアニメ
2000年代
- 地球少女アルジュナ（2001年、原画・動画検査・動画）
- はじめの一歩（2001年 - 2002年、原画）
- ぱにょぱにょデ・ジ・キャラット（2002年、原画）
- 花田少年史（2002年 - 2003年、原画）
- はじめの一歩 Champion Road（2003年、原画）
- 高橋留美子劇場（2003年、原画）
- TEXHNOLYZE（2003年、原画）
- ハングリーハート WILD STRIKER（2003年、原画）
- 高橋留美子劇場 人魚の森（2003年、原画）
- R.O.D -THE TV-（2003年 - 2004年、原画）
- 魔法少女隊アルス（2004年 - 2005年、作画監督・原画）
- かみちゅ!（2005年、原画）
- シュヴァリエ ～Le Chevalier D’Emon～（2006年 - 2007年、原画）
- 電脳コイル（2007年、絵コンテ・演出・原画・動画検査）
- 神霊狩/GHOST HOUND（2007年 - 2008年、原画）
- 東京マグニチュード8.0（2009年、絵コンテ・演出・レイアウト）
- 戦国BASARA（2009年、絵コンテ・演出）
- 鋼の錬金術師 FULLMETAL ALCHEMIST（2009年 - 2010年、原画）

2010年代
- 戦国BASARA弐（2010年、監督・絵コンテ・演出）
- うさぎドロップ（2011年、原画）
- ギルティクラウン（2011年 - 2012年、絵コンテ・作画監督）
- ROBOTICS;NOTES（2012年 - 2013年、監督・絵コンテ・演出）
- げんしけん二代目（2013年、絵コンテ）
- ノラガミ（2014年、絵コンテ）
- ジョーカー・ゲーム（2016年、監督・絵コンテ・演出）
- 91Days（2016年、絵コンテ）
- フリップフラッパーズ（2016年、原画）
- プリンセス・プリンシパル（2017年、オープニング絵コンテ・演出・原画）
- 魔法陣グルグル（2017年、原画）
- ボールルームへようこそ（2017年 - 2018年、絵コンテ）
- 風が強く吹いている（2018年 - 2019年、監督・絵コンテ・演出）

2020年代
- ハイキュー!! TO THE TOP（2020年、絵コンテ）
- GREAT PRETENDER（2020年、絵コンテ）
- 憂国のモリアーティ（2020年、監督・絵コンテ・演出）
- 天国大魔境（2023年、絵コンテ・演出）
- 薬屋のひとりごと（2023年 - 2024年、絵コンテ）
- 怪獣8号（2024年 - 2025年、絵コンテ）

### 劇場アニメ
- アリーテ姫（2001年、動画）
- 名探偵コナン ベイカー街の亡霊（2002年、原画）
- 名探偵コナン 迷宮の十字路（2003年、原画）
- マインド・ゲーム（2004年、原画）
- 鉄コン筋クリート（2006年、原画）
- 劇場版 戦国BASARA -The Last Party-（2011年、監督・絵コンテ・演出）
- ももへの手紙（2012年、原画）
- 劇場版 BLOOD-C The Last Dark（2012年、原画）
- 攻殻機動隊 新劇場版（2015年、監督・絵コンテ[11]）
- BLACKFOX（2019年、総監督）

### OVA
- とっとこハム太郎 ハム太郎のおたんじょうび ～ママをたずねて三千てちてち～（2001年、作画監督）
- デジタルジュース（2002年、動画・Animation Crew）
- ゲートキーパーズ21（2002年 - 2003年、作画監督・原画）
- HUNTER×HUNTER ～グリーンアイランド～（2003年、原画）
- THE ANIMATRIX アニマトリックス セカンド・ルネッサンス パート1・パート2（2003年、原画）
- 土方歳三 白の軌跡（2004年、原画）
- 魔法少女隊アルス THE ADVENTURE（2007年、絵コンテ・演出・作画監督）
- うさぎドロップ（2011年、絵コンテ・演出）

### Webアニメ
- 亡念のザムド（2008年 - 2009年、絵コンテ・演出・作画監督・原画）
- B：The Beginning（2018年、絵コンテ）
- ムーンライズ（2025年、絵コンテ）

### ゲーム
- サモンナイト3（2003年、原画）

### 実写映画
- 神☆ヴォイス（2011年、劇中アニメーション『リヴァリス』監督・絵コンテ・演出）